# 外科医生马丁
《怪醫馬丁博士》（英语：Doc Martin）是一部有关医疗的英国电视连续喜剧，马丁·克伦斯 (Martin Clunes) 饰演主角全科医生马丁·埃林咸 ( Docter Martin Ellingham)。本剧集由杜明尼·明格拉（Dominic Minghella）[1] 根据马丁·班福德（Martin Bamford）医生在2000 年的喜剧电影《拯救恩典》(Saving Grace) [2] 中的角色所创作。故事设定是一个虚构的海滨村庄波特温（Portwenn），拍摄地点位于英国康沃尔郡风景优美的打渔小镇艾萨克港，而大部分室内场景在当地的谷仓里摄制。
9 个系列在 2004 年至 2019 年之间播出，第一季于 2004 年 9 月 2 日在英国独立电视台首播。电视电影在 2006 年圣诞节那天播出。第 9 季即最近的一辑由 2019 年 9 月在独立电视台上播出，并在美国和加拿大的Acorn TV 上播放。导演奈杰尔·科尔（Nigel Cole）[3] 于 2020 年 4 月确认会开拍第 10 个季度。

## 故事
馬丁·埃林咸醫生是倫敦帝國理工學院傑出而成功的血管外科醫生，由於患上"恐血症" - 一種畏懼血液的心理病，被迫放棄手術工作。他在寧靜的康沃爾村莊波特溫中找到一份全科醫生（GP）的職位。在那裡，他曾經與在當地擁有農場的瓊·洛頓 (Joan Norton) (斯特凡妮·科爾 Stephanie Cole) 姑媽一起渡過了童年時的假期。到達波特溫市後，令得馬丁醫生感到氣餒的是當地人稱呼他做“ Doc Martin”，居民視他為怪人（pervert），也常被骂为浑蛋 (tosser) ，他的行为也闹出了不少笑话。同时他发现医务所十分混乱，又接收了一位无能的接待员伊莱恩·德纳姆（Elaine Denham）（露西·庞克 Lucy Punch）。 [ 在第 2 至第 4 季中，她由新的接待员宝琳·兰姆（Pauline Lamb）（嘉芙莲·帕金森 Katherine Parkinson）代替，她后来在剧中成为静脉放血医生。在第 5 季中，莫文纳·纽克罗斯（Morwenna Newcross）（谢西嘉·兰索姆 Jessica Ransom）取代了她的位置。]
本剧围绕着马丁医生与波特温当地村民的相处而展开。尽管马丁医生具有出色的医学才能，但他脾气容易暴躁，往往突然发怒，缺乏社交技巧。他的直接，无动于衷的态度冒犯了许多村民。由于他对于村民们愚昧及经常无知的评论总是作出是令人不快的反应，这使情况变得更糟。村民认为他脾气差，缺乏医生对病人的态度，但他觉得正在以专业和按章行事的方式履行职责，而不是浪费时间跟病人聊天。马丁医生面无表情，无论天气或场合如何，都穿着正式的西装打领带，即使在替人分娩婴儿时，也从未脱下外套。他不抽烟，在私人或公共聚会中亦毫不犹豫地指出这不健康行为的风险。
村民们结果发现了他对血液的恐惧，此"恐血症"频繁地发作做成马丁医生短暂的恶心及呕吐而变得虚弱。尽管存在这种障碍，马丁医生仍能证明是一位断症专家，亦可以有效地应付医务所的各种紧急情况。因此，他逐渐得到邻近居民不大情愿的尊重。
马丁医生与父母关系不佳，但与他的琼姑妈有着贴心关系，后者提供了情绪上的支持。当她死于心脏病发作后，琼的妹妹露丝（Ruth Ellingham）（艾琳·阿特金斯Eileen Atkins），一位退休的精神科医生，来到波特温处理自己的事务，并最终决定将该村庄作为永久退休的地方，让露丝可以向马丁提供姑妈琼同样的支援。
剧集另一主线是马丁医生与小学老师路易莎·格拉森 Louisa Glasson（Caroline Catz 嘉露莲· 嘉丝）的关系。基于马丁表达感情有困难和木纳的性格，以致他们的关系有很多起伏。尽管他们最终生了一个孩子，及后又结婚了。
其他在系列经常出现包括莱斯特父子伯特和艾尔 (Bert and Al Large) (伊恩·麦克尼斯Ian McNeice 和 乔·阿布索伦Joe Absolom），他们总是尝试经营一些小生意； 药剂师Sally Tishell （莎莉·蒂谢尔）（Selina Cadell 莎莲娜·卡德尔）对马丁情有独钟；和马克·迈洛（Mark Mylow）（Stewart Wright 史超活·韦德），一个古怪的警察，[ 在第3 季中被笨拙的乔·彭哈（Joe Penhale）（John Marquez 约翰·马克斯）取代。]

## 演員及角色

### 常設角色
- 馬丁·克倫斯 (Martin Clunes) 飾演 馬丁·埃林咸 (Martin Ellingham) 醫生 – 鄉村全科醫生 (GP)。馬丁沒有一般醫生對病人的態度，他鄙視閒聊，對病人很直接，儘管他確實擔心病人的健康，但他不會試圖在照顧病人感受的情況下提供診斷和建議。劇中演員對馬丁醫生這角色的個性有下列的描述：

喬·阿布索倫：“醫生……在某個範圍上可能有點自閉。”[4]
馬丁·克倫斯：“很多人都說他在某種程度上是阿斯百吉或類似的止痛藥，是的，我想他是。” [5] 他還說，“他明顯已經按照自己的方式跟人們進行接觸，但在雙親厭惡下成長總會留下痕跡。這就是為什麼他的人際關係如此失調，因為他的性格上有不足。這裡有一個可悲的小男孩，表現出許多不快樂，這就是很多皺眉的原因。”
艾琳·阿特金斯：“他無法與人交往。他只是不明白為什麼人們不能以一種較為約略的態度接受真相。如果你的父母對你很冷酷並且只是事實，那麼就很難讓您長大後，成為一個有愛心的人，“愛”這個詞太過強烈了。”[6]
- 嘉露蓮· 嘉絲（Caroline Catz ）飾演 路易莎·埃林咸 (Louisa Ellingham)  – 當地小學教師後來成為校長，馬丁醫生妻子，婚前名字路易莎·格拉森 (Louisa Glasson)，孩子詹姆斯 (James) 出生後不久轉做輔導顧問。
- 伊恩·麥克尼斯  (Ian McNeice) 飾演伯特·萊斯特 (Bert Large) - 波特溫本地商人。艾爾的父親，曾經營 Large and Son Plumbing，後來是一家海邊餐廳的所有人。伯特在整個系列中都遭受財務問題的困擾，他自己經常尋求試圖以非常古怪的方式來賺錢。 但是他似乎有一個特質，那就是戲劇性地搞亂了他所做的一切。
- 喬·阿布索倫 (Joe Absolom）飾演 艾爾·萊斯特 (Al Large) - 伯特的兒子，劇集系列中艾爾做過不同工作。曾與寶琳交往，分手後結識莫文納，並在第九季結婚。
- 莎蓮娜·卡德爾 （Selina Cadell ）飾演 Sally Tishell （莎莉 · 蒂謝爾 ）- 波特溫的藥劑師。 她的丈夫奇里夫（Clive）(馬爾科姆·斯托里 Malcolm Storry ) 在石油鑽塔上工作，經常不在家。 她是一位出色的教堂風琴演奏家，曾在瓊姑媽的葬禮上演奏。 由於患有斜頸（扭曲的脖子綜合症），要戴著頸托。 自從與馬丁初次見面以來，莎莉就一直被毫無戒心的馬丁吸引著。 她變得精神失常，綁架了馬丁和路易莎的兒子詹姆斯。 被送去接受治療，她最終回到了波特溫。
- 約翰·馬科斯（John Marquez）飾演 喬·彭哈（Joe Penhale） [第 3 季開始] -  波特溫的當地警官。 他患有"廣場恐懼症"，這使他在人群中變得緊張，還有"渴睡症"，會隨時睡著。 他的聲音微弱，笨拙，經常打斷重要活動的進行。

### 過去常設角色
- 斯蒂芬妮·科爾（Stephanie Cole）飾演 瓊·諾頓（Joan Norton）[第 1 至 4 季] - 馬丁的大姑媽，馬丁的父親克里斯托弗（Christopher) 的姐姐。她和克里斯托弗繼承了避風港（Haven）農場，是他們的叔叔迪克（Dick）留給了他們倆，克里斯托弗則把它送給了瓊和她的丈夫菲爾（Phil）作為結婚禮物。她和菲爾在馬丁童年假期期間曾接待過馬丁。
- 露西·龐克（Lucy Punch）飾演 伊萊恩·德納姆（Elaine Denham）[第 1 季] - 醫務所接待員。
- 凯瑟琳·帕金森（Katherine Parkinson）飾演 寶琳·蘭姆（Pauline Lamb）[第 2 至 4 季] - 醫務所接待員，接替伊萊恩。
- 史超活·韋德（Stewart Wright）飾演 馬克·邁洛（Mark Mylow）[第 1 至 4 季，第 9 季其中 1 集] - 波特溫的當地警官，一位在愛情路上經常遇到不幸的警官，不斷尋找心目中的女神。

### 部分過去角色
- 柯蒂斯·奥拜恩 (Kurtis O'brien) 饰演 彼得·克朗 (Peter Cronk) [第 1 至 2 季] - 小学生。
- 普斯顿·尼曼 (Preston Nyman) 饰演 彼得·克朗 (Peter Cronk) [第 7 季] - 青年彼得。
- 玛丽·伍德文（Mary Woodvine）饰演 乔伊·克朗（Joy Cronk）[第 1 至 2 季，第 7 季] - 彼得母亲。
- 杰夫·罗尔 (Jeff Rawle) 饰演 罗杰·芬恩 (Roger Fenn ) [第 1 至 3 季] - 退休教师。
- 費莉西蒂·蒙塔古 (Felicity Montagu) 飾演 卡羅琳·博斯曼 (Caroline Bosman) [第 1 至 2 季，第 6 至 7 季] - 波特溫電台音樂及清談節目主持人。
- 安祖莲·鲍尔（Angeline Ball）饰演 朱莉·米切尔（Julie Mitchell）[第 2 季] - 外来金发女子，曾与马克订婚。
- 肯尼斯·克兰咸 (Kenneth Cranham) 饰演 泰利·格拉森 (Terry Glasson) [电视电影] - 路易莎父亲。
- 约翰·伍德文 (John Woodvine) 饰演 克里斯托弗·埃林咸（Christopher Ellingham）[第 2 季] - 马丁父亲。
- 克莱尔·布姆（Claire Bloom）饰演 玛嘉烈·埃林咸 (Margaret Ellingham) [第 2 及 6 季] - 马丁母亲。
- 特斯坦·斯特罗（Tristan Sturrock）饰演 丹尼·斯蒂尔（Danny Steel）[第 2 及 7 季] - 路易莎的前度男友。
- 马尔科姆·斯托里 (Malcolm Storry) 饰演 奇里夫· 帝谢尔 (Clive Tishell) [第 4 至 5 季 及 7 至 8 季] - 莎莉丈夫。
- 路易丝·詹姆森 (Louise Jameson) 饰演 埃莉诺·格拉森 (Eleanor Glasson) [第 5 季] - 路易莎母亲。
- 朱莉·格雷咸（Julie Graham）饰演 玛姬·彭哈 (Maggie Penhale) [第 5 季] - 乔的前妻。
- 安娜贝尔·阿普西恩 (Annabelle Apsion) 饰演 珍妮花·卡德（Jennifer Cardew）[第 6 季] - 药剂师。

## 角色原型
馬丁·克倫斯最初在 2000 年的電影 《拯救恩典》(Saving Grace) 中扮演一個角色“馬丁·班福德醫生” (Dr Martin Bamford)，這角色來自英國天空廣播公司（BSkyB）製作的兩個電視前傳 《馬丁醫生》(Doc Martin) 和 《馬丁醫生與惡魔的傳奇》(Doc Martin and the Legend of the Cloutie )。前傳描述，班福德是一名成功的婦產科醫生，而不是外科醫生。馬丁發現他的妻子在背後持續有婚外情，在與妻子當面對質自己的發現後，他避開倫敦，前往康沃爾郡的一個沿海小鎮以撒港，那裡是他從小就懷念的地方。到達後不久，他牽涉入“果凍製造者”的神秘活動，又在該村居民的全科醫生離開後決定留下並填補空缺。在這三部電影中，這個村莊尚未知道是波特溫（Portwenn)。
馬丁·班福德的性格友善而悠閒的，看似能享受從倫敦丟棄了的工作壓力和矛盾後的隱居生活。他不介意喝酒和抽煙，包括一些温和的非法藥物，並且不計較在當地的船上作龍蝦和螃蟹臨時漁民工時弄髒雙手和衣服。
最初的協議是三年內每年生產兩部電視電影，但是在製作兩集前傳後，Sky Pictures 倒閉，因此克倫斯的公司試圖將特許經營權出售給 ITV。新的網絡認為醫生的角色應該被描繪成“城市人”，一條活在鄉下，離開了水而感到不舒服的魚。他們還想要更陰暗的東西，因此克倫斯建議醫生應是脾氣壞，社交無能和規行矩步的。新醫生的姓氏改為 “埃林咸 (Ellingham)”，這是新編劇多米尼克·明格拉 (Dominic Minghella) 姓氏的字母重組，他的引入是來重塑馬丁醫生的背景，並創作其他新的配角人物。
除了克倫斯外，在《怪醫馬丁醫生》的兩個版本中唯一出現的演員是特里斯坦·斯特羅克（Tristan Sturrock）和 東尼·莫茲利 (Tony Maudsley)。

## 播映日期及集數
2004 年至 2019 年期間，共有 9 季電視劇在英國 ITV 上播出，總集數 70 集。除了2006 年的電視電影是 92 分鐘外，這些集數少於 50 分鐘。在美國，美國公共電視台將 2006 年電視電影分為兩集，第二集在第一集之後的一周播出。
| 季數 | 季數     | 集數     | 播映期間       | 播映期間       | 平均觀眾 (百萬) |
| 季數 | 季數     | 集數     | 開始日期       | 結束日期       | 平均觀眾 (百萬) |
| ---- | -------- | -------- | -------------- | -------------- | --------------- |
|      | 1        | 6        | 2004年9月2日   | 2004年10月7日  | 9.32            |
|      | 2        | 8        | 2005年11月10日 | 2006年1月5日   | 8.68            |
|      | 電視電影 | 電視電影 | 2006年12月25日 | 2006年12月25日 | 5.88            |
|      | 3        | 7        | 2007年9月24日  | 2007年11月5日  | 9.12            |
|      | 4        | 8        | 2009年9月20日  | 2009年11月8日  | 9.15            |
|      | 5        | 8        | 2011年9月12日  | 2011年10月31日 | 10.06           |
|      | 6        | 8        | 2013年9月2日   | 2013年10月21日 | 8.97            |
|      | 7        | 8        | 2015年9月7日   | 2015年11月2日  | 7.61            |
|      | 8        | 8        | 2017年9月20日  | 2017年11月8日  | 7.41            |
|      | 9        | 8        | 2019年9月25日  | 2019年11月13日 | 7.10            |

## 回應

### 收視率
在英國，《怪醫馬丁博士》在 ITV 上獲得了收視率的成功，是自 2004 年 12 月以來，第三個電視連續劇能在週一晚上 9 點時段獲得 ITV 週中最佳戲劇表演。[7] 第三季的最後一集錄得有 1037 萬觀眾收看，這是該節目單集的最高收視。[8]
2009 年，《怪醫馬丁博士》第四季移至週日晚上 9 點播出。這一變化意味著它成為 ITV 週末的音樂選秀節目《X音素》(The X Factor) 在週日晚上的續接項目。但第四季的收視率受到 STV 的不利影響，因為 STV 不在蘇格蘭播放大部分 ITV 戲劇作品。第四季的最後一集有 1029 萬觀眾收看。[9] STV 維持決定不在蘇格蘭播放 ITV 的電視劇。《怪醫馬丁博士》的第四季在 2011 年 8 月改在週日的下午播出。

### 榮譽
《怪醫馬丁博士》， 在 2004 年英國喜劇獎中獲得“最佳電視喜劇”獎，同時亦被提名為“最佳新電視喜劇”。同年，馬丁·克倫斯憑主演馬丁醫生而獲得“最佳電視喜劇演員”獎。

## 改编

### 捷克
2014 年，捷克电视台开始拍摄，由米罗斯拉夫·多努蒂（Miroslav Donutil）主演的自家制作的电视连续剧，该剧受是到英国原创的启发。 [10] 该系列从 2015 年 9 月 4 日开始播放。捷克版地点位于贝斯基德 (Beskydy) 山脉，那里是捷克共和国东部风景如画的地区。像波特温一样，距首都布拉格很距离很远，并且依赖于旅游业。 [11]

### 法国
法国电视制作公司Ego Productions 与TF1 合作，拍摄法国版系列，由蒂埃里·赫尔米特（Thierry Lhermitte）饰演马丁·勒·佛尔（Martin Le Foll）医生，该剧集以虚构的布列塔尼(Breton) 小镇加勒雷克（Port-Garrec）为背景，并在菲尼斯特（Fististre）拍摄。 [12] [ 13]

### 德国
在德国，马丁·医生(Doktor Martin)，原创系列的改编版，由阿克塞尔·米尔伯格（Axel Milberg）饰演来自柏林的外科医生马丁·海灵(Doktor Martin Helling) [14] ，在ZDF 上播出。与波特温 (Portwenn) 相对应的是东弗里西亚 (East Frisia) 的北岸沿海真实村庄新哈林格西尔 (Neuharlingersiel)。

### 希腊
在希腊，由原作系列改编成的佩里普托西诊所(Kliniki Periptosi) [15]，在爱奥尼亚(Ionian) 海滨小镇卡达米利(Kardamyli) 拍摄，亚尼斯·贝佐斯（Yannis Bezos）饰演来自纽约的外科医生马科斯·斯塔科斯(Markos Staikos)，2011年11月在Mega Channel 频道播出。 [16]

### 荷兰
在荷兰，根据原始剧集改编的蒂努斯医生《Dokter Tinus》于 2012 年 8 月下旬开始在 SBS6 上播出，主角是演员汤姆·霍夫曼（Thom Hoffman）。 [17] 该系列是在瓦尔河 Waal riverside) 沿岸的伍德里赫姆 (Woudrichem) 拍摄的。 [18]

### 俄国
Channel 1 购买由 Sony Pictures Television (SPT) 的俄罗斯制作公司 Lean-M 制作 16 集改编自英国医生马丁（Doc Martin）的马丁夫医生（Doctor Martov），并在 2017 年播出。
[The Hollywood Reporter October 13, 2016]

### 西班牙
Notro Films 为 Antena 3 Televisión 制作了西班牙语版本，剧名为马特奥医生 (Doctor Mateo)。马特奥·圣克里斯托瓦尔 (Mateo Sancristobal) 医生一角由干萨洛·德·卡斯特罗 (Gonzalo de Castro) 饰演，[19] 于 2009 年播出。此剧在阿斯图里亚斯 (Asturias) 的拉斯特雷斯 (Lastres) 拍摄，剧中虚构村庄被称作圣马丁·塞拉 (San Martín del Sella) 。 [20] [21] [22]

## 英国以外的播放
《怪医马丁博士》(Doc Martin) 在新西兰 可以在新西兰电视台 (TVNZ 1) 收看到。在冰岛的冰岛国家广播公司 (RÚV) 可以收看到。在澳大利亚，第一至四季由7 号电视网(Network 7) 播放，第五季及以后由澳大利亚广播公司(ABC) 和Foxtel 付费电视网络通过其UK-TV 频道播出，以及美国各地则由不同公共广播电视台播放。在加拿大，其节目通过美国公共电视台 (American Public Television) 联盟安排。 [23] [24]

## 小说化
埃伯里（Ebury）在 2013 年出版了两册由山姆·霍克斯穆尔（Sam Hawksmoor）以萨姆·诺斯（Sam North）之名所写的小说。第一册 《Practice Makes Perfect》，改篇自第一季电视剧本; 第二册 《Mistletoe and Whine》改篇自第二季电视剧本。作者采取了一些先后次序的搬动（曲折，确实），使得角色的内化和观点能联系在一起，因此，叙事并不总是像电视剧中那样线性发展。

## 外部連結
- 《怪醫馬丁博士》 Doc Martin在itv.com
- 互联网电影数据库（IMDb）上《Doc Martin》的资料（英文）
- Doc Martin（页面存档备份，存于）在British TV Comedy